# Nearktikus faunatartomány

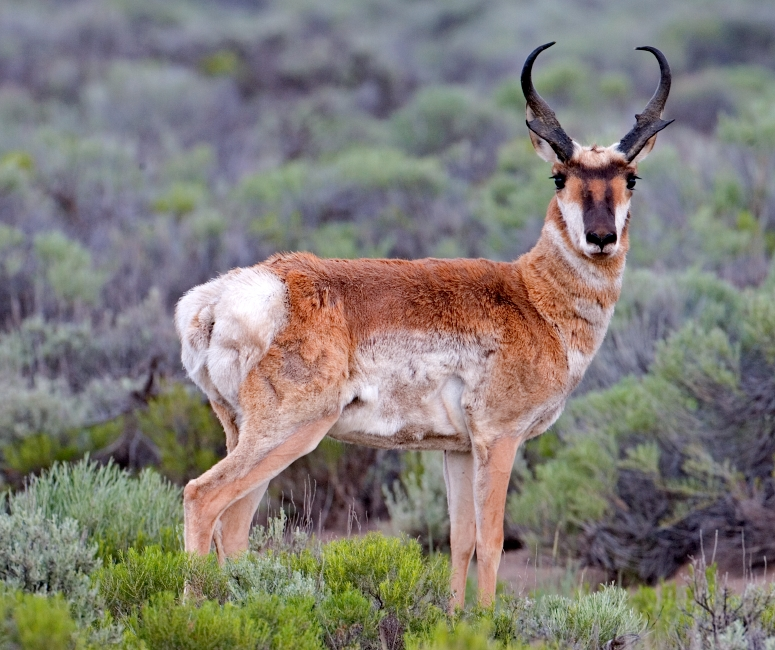
Villásszarvú antilop (Antilocapra americana)

A nearktikus faunatartomány (Nearktisz) az északi faunabirodalom (Arctogea) holarktikus faunaterületének egyik tartománya. Észak-Amerika nagy részét öleli fel az arktikus faunatartomány (Arktisz) és az újvilági faunabirodalom (Neotropisz) között. Előbbitől Kanadában, utóbbitól a mexikói felföld déli peremén egy-egy átmeneti zóna választja el.

## Állatvilága
Halfaunája (Pisces) jelentősen gazdagabb, mint a Palearktiszé. Rendkívül jellegzetes taxonjai:
- az iszaphal (Amia calva) az iszaphalalakúak (Amiiformes) rendjének egyetlen ma is élő faja
- a kajmánhalfélék (Lepisosteidae) a csontos halak (Osteichthyes) főosztályában a kajmánhal-alakúak (Lepisosteiformes vagy Semionotiformes) rendjének egyetlen családja. Régebben mozaikpáncélosoknak (Rhomboganoidea) is hívták őket.

A kétéltűek (Amphibia) közül sajátosan nearktikus családja a harántfogú gőtéké (Ambystomatidae) — közéjük tartozik a neoténia klasszikus példájaként közismert mexikói axolotl (Ambystoma mexicana). Kizárólag Észak-Amerika délkeleti vidékén élnek a sziréngőték (Sirenidae).
A nagy amerikai faunacsere eredményeként a Nearktisz hüllő-, madár- és emlős faunájában is sok a pánamerikai, tehát az újvilági faunabirodalommal (Neotroposz) közös elem.
A hüllők (Reptilia) osztályában a krokodilok közül a Kaliforniai-öböl partvidékén átnyúlik ebbe e faunatartományba a hegyesorrú krokodil (Crocodylus acutus) elterjedési területe. Észak-Amerikában bennszülött faj a mississippi aligátor (csukaorrú aligátor, (Alligator mississippiensis).
- A gyíkok (Sauria) legtöbbje a
  - leguánfélék (Iguanidae) közül kerül ki;
  - a mérgesgyíkfélék (Helodermatidae) családjának jellegzetes tagja a gila (viperagyík, Heloderma suspectum)
  - az amerikai lábatlangyíkfélék (Anguidae) mindkét faja (Anniella pulchra, Anniella geronimensis) csak Kaliforniában fordul elő. A krokodilok közül a déli államok területén él a (Alligator missisipiensis).
- A kígyók közül hiányoznak a Palearktiszra jellemző valódi viperák (Viperinae); helyüket a gödörkés arcú viperák (Crotalinae) vették át; közülük legismertebbek a csörgőkígyók (Crotalus spp.).

A madarak (Aves) kevés faja endemikus. Jellegzetes fajok:
- †karolinai papagáj (Conuropsis carolinensis),
- vadpulyka (Meleagris gallopavo),
- a kolibrifélék (Trochilidae) néhány faja (pl. északi kolibri, Archilochus colubris).
- a gyalogkakukk (Geococcyx californianus) a délnyugati, félsivatagos részeken bennszülött.
- Sok a fajdféle (Tetraonidae), nincsenek a túzokalakúak (Otidiformes), bankafélék (Upupidae), légykapók (Muscicapidae), poszáták (Sylviidae) és seregélyek (Sturnidae).

Jellegzetes, nagytestű emlős az amerikai bölény (Bison bison), amit a kihalás széléről szaporítottak vissza több tízezer példányra. Ugyancsak a prérin és ugyancsak tömegesen legelt az endemikus Antilocapridae családba tartozó villásszarvú antilop (Antilocapra americana). Ebből 1908-ra alig 19 000 maradt, de számuk a 21. században már megközelíti a félmilliót. A szubkontinensen nincsenek:
- vakondok (Talpini),
- egérfélék (Muridae) és
- pelefélék (Gliridae).

Ezek helyét az őshonos hódmókusok (Aplodontidae), valamint a pánamerikai:
- tasakos egerek (Heteromyidae) és
- tasakos patkányok (Geomyidae) foglalják el.

Jellegzetes, a nagy amerikai faunacsere idején Dél-Amerikából bevándorolt csoportok:
- oposszumok (Didelphidae),
- övesállatok (Dasypodidae),
- mosómedvefélék (Procyonidae) stb.

## Felosztása
A faunatartományt többnyire három faunavidékre osztják, ez a rendszer azonban (egyebek közt az „átmeneti faunavidék” specifikus taxonjainak hiánya miatt) erősen vitatott:
- kanadai faunavidék a 45° szélességi körtől északra;
- sonorai faunavidék a 40° szélességi körtől délre;
- átmeneti faunavidék a kettő között.